# Nicolò Rovella
Nicolò Rovella (ur. 4 grudnia 2001 w Segrate) – włoski piłkarz, występujący na pozycji pomocnika we włoskim klubie Lazio oraz w reprezentacji Włoch. 
W trakcie swojej kariery grał także m.in. w takich klubach jak: Juventus, Genoa czy Monza.